# Erin Routliffe
Erin Hope Routliffe (n. 11 aprilie 1995, Auckland, Noua Zeelandă) este o jucătoare profesionistă de tenis din Noua Zeelandă, care a reprezentat anterior Canada și care este specializată în jocul de dublu. Cea mai bună clasare la dublu este locul 9 mondial, în ianuarie 2024. 
Routliffe este de două ori campioană NCAA la dublu, alături de Maya Jansen, în sezoanele 2014 și 2015. Clasarea pe locul al doilea la Washington Open a dus-o în top 100. Primul ei titlu WTA la dublu a venit la cea de-a 32-a ediție a Palermo Ladies Open, în iulie 2021. În parteneriat cu Alicja Rosolska, Routliffe a ajuns în sferturile de finală la Wimbledon în 2022, pentru cel mai bun rezultat al său la un eveniment de Grand Slam, după ce în 2022 a ajuns în sferturile de finală la Australian Open 2022 la dublu mixt cu Michael Venus.